# Gachūyeh
Gachūyeh (persiska: گچويه, گچوئیه) är en ort i Iran.   Den ligger i provinsen Hormozgan, i den södra delen av landet, 1 000 km söder om huvudstaden Teheran. Gachūyeh ligger 331 meter över havet och antalet invånare är 891.
Terrängen runt Gachūyeh är varierad. Runt Gachūyeh är det glesbefolkat, med 11 invånare per kvadratkilometer. Gachūyeh är det största samhället i trakten. Trakten runt Gachūyeh är ofruktbar med lite eller ingen växtlighet.